# Ronde van de Alpen
De Ronde van de Alpen (Tour of the Alps), voorheen Ronde van Trentino (Italiaans: Giro del Trentino) is een wielerwedstrijd, die elk jaar wordt verreden in de Italiaans-Oostenrijkse Euregio Tirol-Zuid-Tirol-Trentino (Trentino en Tirol). Na 2014 werd de wedstrijd vermengd met de eendagswedstrijd Trofeo Melinda, die in de buurt werd verreden. In 2015 heette de wedstrijd daarom ook Giro del Trentino Melinda. Sinds 2017 draagt de koers de huidige naam en bestaat sindsdien uit vijf etappes, daarvoor meestal uit vier. Sinds 2020 is de wedstrijd onderdeel van de UCI ProSeries met de 2.Pro status. 
De korte, lastige route van de Ronde van de Alpen, vol met steile beklimmingen, wordt gezien als een goede voorbereidingsronde voor de Ronde van Italië, die gewoonlijk een paar dagen na het einde van de Ronde van de Alpen start. Er zijn vijf winnaars van de Ronde van Trentino die ook de daaropvolgende Ronde van Italië hebben gewonnen: Gianni Bugno (1990), Gilberto Simoni (2003), Damiano Cunego (2004), Michele Scarponi (2011) en Vincenzo Nibali (2013). Daarnaast zijn Giuseppe Saronni, Francesco Moser, Roberto Visentini, Franco Chioccioli, Paolo Savoldelli, Ivan Basso en Tao Geoghegan Hart renners die op beide erelijsten staan vermeld.

## Geschiedenis
De eerste editie van de Ronde van Trentino werd gehouden in 1962, en bestond toen uit één enkele etappe die begon en eindigde in Trento, ook de tweede editie in 1963 was een eendagskoers met start en finish in Trento. De derde editie volgde pas in 1979 met drie etappes, net als in 1982, 1985, 1988, 1989 en 1995. De edities van 1996, 2000 en 2013 telden vijf etappes de overige jaren vier. Vanaf 2017 (Ronde van de Alpen) telde elke editie vijf etappes.
In 1986 werd op 28 juni een rit-in-lijn verreden (hier in erelijst de top-3 daarvan vermeld) en daarnaast werd de Coppa Italia voor ploegen verreden met baanwedstrijden, een individuele tijdrit en een ploegentijdrit, waarbij Carrera-Inoxpran het eindklassment won voor Del Tongo-Colnago en Atala-Campagnolo in plaats van de etappekoers. In 1987 werd de Ronde van Trentino een 'internationale' wedstrijd.

## Erelijst
| Jaar               | Winnaar                               | Tweede                                | Derde                                 |
| Ronde van Trentino | Ronde van Trentino                    | Ronde van Trentino                    | Ronde van Trentino                    |
| ------------------ | ------------------------------------- | ------------------------------------- | ------------------------------------- |
| 1962               | Enzo Moser                            |                                       |                                       |
| 1963               | Guido De Rosso                        |                                       |                                       |
| 1964-1978          | Niet verreden                         | Niet verreden                         | Niet verreden                         |
| 1979               | Knut Knudsen                          | Francesco Moser                       | Roger De Vlaeminck                    |
| 1980               | Francesco Moser                       | Tommy Prim                            | Gianbattista Baronchelli              |
| 1981               | Roberto Visentini                     | Francesco Moser                       | Giovanni Mantovani                    |
| 1982               | Giuseppe Saronni                      | Francesco Moser                       | Gianbattista Baronchelli              |
| 1983               | Francesco Moser                       | Bruno Leali                           | Emanuele Bombini                      |
| 1984               | Franco Chioccioli                     | Emanuele Bombini                      | Luciano Loro                          |
| 1985               | Harald Maier                          | Silvano Contini                       | Gerhard Zadrobilek                    |
| 1986               | Marco Franceschini                    | Giuseppe Calcaterra                   | Primoz Cerin                          |
| 1987               | Claudio Corti                         | Gianbattista Baronchelli              | Tony Rominger                         |
| 1988               | Urs Zimmermann                        | Tony Rominger                         | Helmut Wechselberger                  |
| 1989               | Mauro-Antonio Santaromita             | Claudio Chiappucci                    | Luca Gelfi                            |
| 1990               | Gianni Bugno                          | Pjotr Oegroemov                       | Leonardo Sierra                       |
| 1991               | Leonardo Sierra                       | Massimiliano Lelli                    | Stephen Hodge                         |
| 1992               | Claudio Chiappucci                    | Roberto Conti                         | Paolo Botarelli                       |
| 1993               | Maurizio Fondriest                    | Claudio Chiappucci                    | Leonardo Sierra                       |
| 1994               | Moreno Argentin                       | Jevgeni Berzin                        | Francesco Casagrande                  |
| 1995               | Heinz Imboden                         | Mariano Piccoli                       | Francesco Frattini                    |
| 1996               | Wladimir Belli                        | Enrico Zaina                          | Nélson Rodríguez                      |
| 1997               | Luc Leblanc                           | Pavel Tonkov                          | Leonardo Piepoli                      |
| 1998               | Paolo Savoldelli                      | Dario Frigo                           | Francesco Casagrande                  |
| 1999               | Paolo Savoldelli                      | Gilberto Simoni                       | Marco Pantani                         |
| 2000               | Simone Borgheresi                     | Niklas Axelsson                       | Paolo Savoldelli                      |
| 2001               | Francesco Casagrande                  | Leonardo Piepoli                      | Raimondas Rumsas                      |
| 2002               | Francesco Casagrande                  | Julio Alberto Pérez                   | Gilberto Simoni                       |
| 2003               | Gilberto Simoni                       | Stefano Garzelli                      | Tadej Valjavec                        |
| 2004               | Damiano Cunego                        | Jure Golčer                           | Gilberto Simoni                       |
| 2005               | Julio Alberto Pérez                   | Jevgeni Petrov                        | Sergio Ghisalberti                    |
| 2006               | Damiano Cunego                        | Luca Mazzanti                         | Eddy Ratti                            |
| 2007               | Damiano Cunego                        | Michele Scarponi                      | Luca Mazzanti                         |
| 2008               | Vincenzo Nibali                       | Stefano Garzelli                      | Domenico Pozzovivo                    |
| 2009               | Ivan Basso                            | Janez Brajkovič                       | Przemysław Niemiec                    |
| 2010               | Aleksandr Vinokoerov                  | Riccardo Riccò                        | Domenico Pozzovivo                    |
| 2011               | Michele Scarponi                      | Tiago Machado                         | Luca Ascani                           |
| 2012               | Domenico Pozzovivo                    | Damiano Cunego                        | Sylwester Szmyd                       |
| 2013               | Vincenzo Nibali                       | Mauro Santambrogio                    | Maxime Bouet                          |
| 2014               | Cadel Evans                           | Domenico Pozzovivo                    | Przemysław Niemiec                    |
| 2015               | Richie Porte                          | Mikel Landa                           | Leopold König                         |
| 2016               | Mikel Landa                           | Tanel Kangert                         | Jakob Fuglsang                        |
| Ronde van de Alpen |                                       |                                       |                                       |
| 2017               | Geraint Thomas                        | Thibaut Pinot                         | Domenico Pozzovivo                    |
| 2018               | Thibaut Pinot                         | Domenico Pozzovivo                    | Miguel Ángel López                    |
| 2019               | Pavel Sivakov                         | Tao Geoghegan Hart                    | Vincenzo Nibali                       |
| 2020               | Niet verreden (i.v.m. coronapandemie) | Niet verreden (i.v.m. coronapandemie) | Niet verreden (i.v.m. coronapandemie) |
| 2021               | Simon Yates                           | Peio Bilbao                           | Aleksandr Vlasov                      |
| 2022               | Romain Bardet                         | Michael Storer                        | Thymen Arensman                       |
| 2023               | Tao Geoghegan Hart                    | Hugh Carthy                           | Jack Haig                             |
| 2024               | Juan Pedro López                      | Ben O'Connor                          | Antonio Tiberi                        |
| 2025               | Michael Storer                        | Thymen Arensman                       | Derek Gee                             |

### Meervoudige winnaars
| Overwinningen | Renner               | Jaren            |
| ------------- | -------------------- | ---------------- |
| 3             | Damiano Cunego       | 2004, 2006, 2007 |
| 2             | Francesco Moser      | 1980, 1983       |
| 2             | Paolo Savoldelli     | 1998, 1999       |
| 2             | Francesco Casagrande | 2001, 2002       |
| 2             | Vincenzo Nibali      | 2008, 2013       |

### Overwinningen per land
| Overwinningen | Land                                               |
| ------------- | -------------------------------------------------- |
| 30            | Italië                                             |
| 3             | Australië, Frankrijk, Verenigd Koninkrijk          |
| 2             | Spanje, Zwitserland                                |
| 1             | Kazachstan, Mexico, Noorwegen, Oostenrijk, Rusland |

1962 · 1963 · 1964-78 ·1979 · 1980 · 1981 · 1982 · 1983 · 1984 · 1985 · 1986 · 1987 · 1988 · 1989 · 1990 · 1991 · 1992 · 1993 · 1994 · 1995 · 1996 · 1997 · 1998 · 1999 · 2000 · 2001 · 2002 · 2003 · 2004 · 2005 · 2006 · 2007 · 2008 · 2009 · 2010 · 2011 · 2012 · 2013 · 2014 · 2015 · 2016 · 2017 · 2018 · 2019 · 2020 · 2021 · 2022 · 2023 · 2024 · 2025